# أريل جولد
أريل جولد (بالإنجليزية: Arielle Gold)‏ هي متزلجة أمريكية، ولدت في 4 مايو 1996 في ستيمبوت سبرينغز في الولايات المتحدة.

## وصلات خارجية
- الموقع الرسمي
- أريل جولد على موقع الاتحاد الدولي للتزلج (ركوب لوح الثلج) (الإنجليزية)
- أريل جولد على موقع اللجنة الأولمبية الدولية (الإنجليزية)
- أريل جولد على موقع أوليمبيديا (الإنجليزية)
- أريل جولد على موقع اللجنة الأولمبية والبارالمبية الأمريكية (الإنجليزية)
- أريل جولد على موقع ألعاب إكس (مؤرشف) (الإنجليزية)